# Iwol-myeon
Iwol-myeon (koreanska: 이월면) är en socken i den centrala delen av Sydkorea, 85 km söder om huvudstaden Seoul. Den ligger i landskommunen Jincheon-gun i provinsen Norra Chungcheong.